# 威廉·达尔林普尔
威廉·班尼狄·漢米爾頓-达尔林普尔 CBE FRAS FRSL FRGS FRSE FRHistS（1965年3月20日—），苏格兰历史学家和艺术史学家，斋浦尔文学节的联合创始人。
他获奖众多，2018年获英國國家學術院院长勋章（President's Medal）。

## 生平
他是第10代北貝里克從男爵休·漢密爾頓-達爾林普爾爵士和第9代阿尔伯马尔伯爵沃尔特·吉佩尔之女安妮·路易斯·吉佩尔女爵（Lady Anne-Louise Keppel）的儿子，是卡蜜拉王后的堂弟。他的哥哥乔克（Jock James Hamilton Dalrymple）是一位板球运动员。他曾就读于安普尔福思学院和剑桥大学三一学院，研究历史。
他于1984年1月26日首次前往德里，自1989年开始在印度生活，大部分时间待他在德里郊区的梅劳里农场，夏季则在伦敦和爱丁堡度过。他的妻子奥利维亚是一位艺术家，和蘿絲·萊斯莉是亲戚。两人育有三个孩子。

## 代表作
- 《仙那度：追寻马可·波罗的脚步》 In Xanadu
- City of Djinns: A Year in Delhi (1994)
- 《圣山来客：追寻拜占庭的余辉》 From the Holy Mountain: A Journey in the Shadow of Byzantium (1997)
- 《迦利时代：南亚次大陆游记》 The Age of Kali (1998)
- 《白莫卧儿人：18世纪印度的爱情与背叛》 White Mughals (2002)
- 《最后的莫卧儿人：德里1857年，王朝的陷落》 The Last Mughal, The Fall of a Dynasty, Delhi 1857 (2006)
- Nine Lives: In Search of the Sacred in Modern India. London, Bloomsbury. (2009) ISBN 978-1-4088-0061-4
- 《王的归程：阿富汗战记（1839-1842）》 Return of a King: The Battle for Afghanistan (2012) ISBN 978-1-4088-1830-5
- The Writer’s Eye (2016) Harper Collins India  ISBN 978-9-3517-7925-4
- 《光之山：世界上最恶名昭彰的钻石》Koh-i-Noor: The History of the World's Most Infamous Diamond (2017) ISBN 978-1-63557-076-2
- 《无政府：东印度公司的崛起》 The Anarchy: The Relentless Rise of the East India Company (2019) ISBN 978-1-40886-437-1